# クラテッロ・ディ・ジベッロ

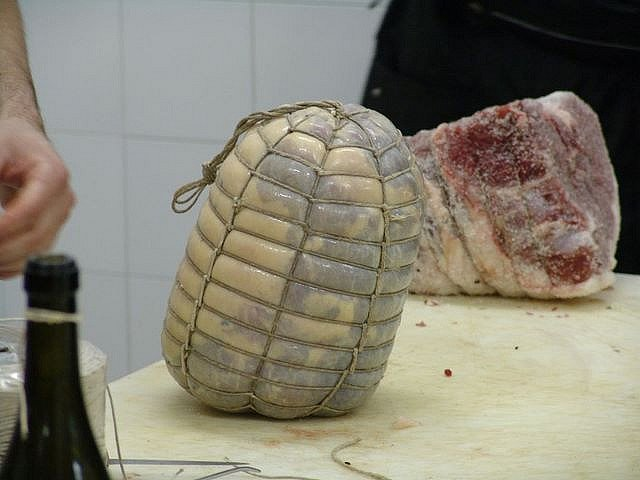
クラテッロ・ディ・ジベッロ

クラテッロ・ディ・ジベッロ  (culatello di Zibello) は、D.O.P指定されたパルマ県特産の豚肉を塩蔵した食品。
生産時期が10月から2月まででD.O.P原産地保護保証の指定を受けたものをいい、それ以外の時期のものは単に「クラテッロ」として市場で販売されている（後述）。

## 概要
尻部のみを使用し、ポー川西岸のみジベッロ周辺8村のみで作られる。使用する豚は、エミリア＝ロマーニャ州およびロンバルディア州で、別途規定された方法で育てられたものである必要がある。
伝統の製法を守り、冷蔵庫が無かった時代に合わせて10月から2月までの期間に製造された、D.O.P原産地保護保証の指定を受けたもののみをいう。
豚の太ももの内大腿部の肉を使い作った生ハムは“フィオッコ”と言う別のものである。
クラテッロが文献に最初に現れたのは1735年で、豚のモモ肉から作られた。
伝統的な手法に基づいて育てられ成長した豚は、この時期に腿から肉を取り出され、皮をはがれて、脂肪を取られ、骨を抜かれ、フィオケットを分け取り、手で切り揃えられて、これらの作業により独特の「洋梨」形となる。
これらの作業に続いて、十日ほど後には、塩漬けされ、さらに授与と呼ばれる豚の膀胱に塩漬けの肉を詰める作業が行われ、その後の熟成で不規則に拡がった網となる紐で縛る。
クラテッロは冬の霧や夏の蒸し暑さを受けて、本来の味の質を満たし我々の食卓に届くために次の冬まで貯蔵庫で熟成される。
熟成期間は小さい物（3Kg以上）で最低10ヶ月、普通のものの平均は14ヶ月で年間に約13,000個のクラテッロ・ディ・ジベッロDOPが生産される。